# Franz Volk
Franz Volk (* 18. April 1823 in Offenburg; † 1. Juni 1890 ebenda) war ein Revolutionär, Arzt, Historiker und Bürgermeister.

## Leben
Aufgewachsen in gut bürgerlichen Verhältnissen, studierte er Jura und engagierte sich in der Turnbewegung (1846 Gründung des Offenburger Turnvereins durch Franz Volk, Karl-Heinrich Schaible und andere). Er engagierte sich im Rahmen der Märzrevolution und wurde darum von der preußischen Armee festgesetzt. Auf Grund einer Verurteilung durch das Hofgericht Bruchsal, zu acht Jahren Zuchthaus, floh er in die Schweiz. An der Universität Zürich, deren Gründungsdirektor der Offenburger Lorenz Oken war, nahm er das Studium der Medizin auf und schloss dies in Heidelberg ab. Im Anschluss wirkte er in seiner Heimatstadt Offenburg als Arzt und erwarb sich Anerkennung, die ihm 1875 die Wahl zum Bürgermeister einbrachte.

## Wichtige Lebensdaten
Volk studierte zunächst Rechtswissenschaften. Er war Vorsitzender des Volksvereins. Während seines Studiums wurde er 1843 Mitglied des Corps Suevia Freiburg, 1844 Mitglied des Corps Suevia Heidelberg und war 1844 Mitgründer der Alten Heidelberger Burschenschaft Allemannia.
Franz Volk wurde 1848 wegen Hochverrats verhaftet. 1849 wurde er von der Badischen Revolutionsregierung zum Zivilkommissar für Offenburg ernannt und am 3. Juni wurde er in die Badische verfassunggebende Versammlung von 1849 gewählt. Nach der Niederschlagung der Revolution floh er in die Schweiz und studierte in Zürich Medizin.
Volk kehrte 1859 in seine Heimatstadt Offenburg zurück und beendete sein Medizinstudium in Heidelberg.
1875 wurde er in Offenburg zum Bürgermeister gewählt. In den Jahren 1881 und 1887 wurde er jeweils in seinem Amt als Bürgermeister bestätigt.

## Hauptwerk
Hexen in der Landvogtei Ortenau und Reichsstadt Offenburg – Eine Untersuchung des Hexenwahns in der Ortenau und Reichsstadt Offenburg. Ein Beitrag zur Sittengeschichte; Verlag Moritz Schauenburg; Lahr 1882 (Nachdruck Offenburg 1978)
Der Autor untersucht die Hexenprozesse in der Ortenau (1557–1630) und der Reichsstadt Offenburg (1586–1631) mit Hilfe von Urfehden aus der Ortenau und den Offenburger Ratsprotokollen. Ziel seiner Untersuchung waren vor allem die „persönlichen Verhältnisse und Charaktere der Betroffenen sowie das geistige Klima“, in dem die Hexenverfolgungen entstanden.
Aufgrund seiner eingehenden Untersuchung der Prozesse kommt er zu der Auffassung, dass die Lebensverhältnissen und die Moral der Bevölkerung sowie der durch die Kirche geförderte Teufels- und Zauberglauben die Grundlagen der Hexenverfolgung bildeten. Sie hinderten Beklagte wie Kläger gleichermaßen, die natürlichen Ursachen hinter den angeblichen Zaubereien zu erkennen. In der Folter sieht er die wesentliche Triebkraft der Hexenpaniken. Die gefolterten Angeklagten bezichtigten freiwillig oder auf Drängen der untersuchenden Richter weitere Personen, die ebenfalls verhaftet und gefoltert wurden, um erneut andere zu belasteten. Angeklagt wurden in Offenburg und der Ortenau vorwiegend Frauen.
Volk betonte die wirtschaftliche Unterlegenheit dieser Frauen und ihre Abhängigkeit von oftmals rücksichtslosen und brutalen Ehemännern und Dienstherren. In den Ratsprotokollen fand er zahlreiche Prozesse wegen Schmach- und Raufhändeln, Trunksucht, Ehebruch und innerehelicher Gewalt. Er schloss aus den Prozessakten auf ein Sittenbild der Zeit und sah hierin die Basis der Hexenphantasien. Ankläger wie Richter gleichermaßen verbanden ihre aus Unmoral und Brutalität gewonnenen Erfahrungen und Vorstellungen mit dem Teufels- und Dämonenglauben ihrer Zeit und drängten die Angeklagten zu Geständnissen nicht geschehener Tatbestände.
Im Gegensatz zu anderen Forschern seiner Zeit nahm Volk nicht an, dass die von angeblichen Hexen vorgetragenen Geschichten tatsächlich existierenden Hexenbünden oder noch aus der Antike und dem Germanentum überlieferten und gelebten Vorstellungen entsprangen. Einige der von den Hexen selbst vorgetragenen Erlebnisse führte er aufgrund seiner Erfahrungen als Arzt auf psychische Erkrankungen oder Wahnvorstellungen unter der Folter zurück.
Volk kann mit seinen Ergebnissen und Bewertungen dem liberalen, in der Tradition der Aufklärung stehenden Zweig der Hexenforschung des 19. Jahrhunderts zugerechnet werden. Er wendete sich explizit gegen die zu seiner Zeit verfochtene und im Kulturkampf gern eingesetzte These, vor allem die Kirchen seien aktive und treibende Kräfte der Hexenverfolgung gewesen. Ziel seiner Forschungen war der aufklärerische Kampf gegen Aberglauben jeder Art und den modernen Okkultismus des späten 19. Jahrhunderts.

## Weltsicht
Volk teilte die Fortschrittsgläubigkeit seiner Zeit und die von sozialen Theoretikern und Publizisten, wie z. B. des von ihm zitierten Henry Thomas Buckle, verbreitete Vorstellung, dass die menschliche Gesellschaft in Stufen zu immer höherer Zivilisation gelange und die Naturwissenschaften sowie die technischen Entwicklungen, Hoffnung auf eine vernünftige, aufgeklärte Zukunft gäben. Eine Hexenverfolgung könne es schon aufgrund des internationalen Verkehrs und Austausches der Gedanken nicht mehr geben. Seine in der 48er Revolution gemachten Erfahrungen und die Beobachtungen der antisemitischen Kampagnen seiner Zeit führten ihn aber auch zu der Überzeugung, dass diese Zukunft nur erreicht werden könne, wenn jeder einzelne in seinen Urteilen über die Mitmenschen Toleranz und Vernunft sprechen und sich nicht unkritisch und bereitwillig von jeder Hetzkampagne überzeugen ließe: „Mussten wir doch erst sehen, wie selbst ein Teil unserer gebildeten Jugend ihre edelsten Gefühle, die Rechts- und Vaterlandsliebe, einer ganz gewöhnlichen Parteijagd auf eine der höchsten Errungenschaften der Neuzeit – auf die Glaubensfreiheit – als Hetzhunde lieh. Der Ruf ‚Semite‘ wird später einmal anders heissen, die Jagd ist aber dieselbe.“